# بریتانیای پیشاتاریخ
بریتانیای پیشاتاریخ (انگلیسی: Prehistoric Britain)، چندین گونه از انسان‌ها به‌طور متناوب بریتانیای کبیر را برای تقریباً یک میلیون سال اشغال کرده‌اند که مقاله‌ها دربارۀ بریتانیای پیشاتاریخ به بررسی آنها می‌پردازند.

## اقوام
تجزیه و تحلیل ژنوم نشان می‌دهد مهاجرت انبوه کشاورزان عصر حجر از هلال حاصلخیز و ساکنان عصر برنز از شرق، پایه و اساس جمعیت سلتیک بوده‌است.

### خانم بلینهاتی
محققان ژنتیک اسکلت باستانی یافت‌شده در بریتانیا که «خانم بلینهاتی» نام‌گذاری شد را شاهدی از مهاجرت دسته‌جمعی به ایرلند در هزاران سال پیش می‌دانند. به گفته محققان، این زن کشاورز موهای مشکی، چشمان قهوه‌ای داشته‌است.

## فاجعه طبیعی بریتانیا در دوران پیشاتاریخ
زمین‌لرزه‌ای بسیار شدید و سونامی عظیمی که به عنوان بزرگ‌ترین فاجعه طبیعی بریتانیا در دوران ماقبل تاریخ شناخته می‌شود، احتمالاً یک چهارم جمعیت آن زمان را زیر آب برده‌است. برآورد می‌شود که در بعضی مناطق در ساحل شرقی اسکاتلند، ارتفاع امواج سونامی به ۲۰ متر رسیده و در شتلند، بین ۳۰ تا ۴۰ متر ارتفاع داشته‌اند. این فاجعه طبیعی در حدود ۶۲۰۰ سال قبل از میلاد مسیح رخ داده‌است.
خلیج‌ها و دره‌های رودخانه‌ها بر اثر این فاجعه کاملاً زیرآب رفتند و تحقیقات حاکی از آن است که دو سوم تمدنی که در اثر این سونامی زیر آب رفته‌است، اخیراً و در ناحیه ای که تازه کشف شده زیر آب قرار دارد. در آن دوران بیشتر مردم به منابع دریایی وابسته بودند، به همین دلیل مایل بودند در اردوگاه‌های موقتی یا دهکده‌های نیمه جاافتاده در نزدیکی دریا زندگی کنند و این ناحیه زمانی دو برابر منطقه آتلانتیس در دریای شمال بریتانیا جمعیت داشته‌است. در بریتانیا، بسیاری از خلیج‌های سواحل شرقی و دره‌های رودخانه‌ها زیر آب رفتند. اردوگاه‌ها و دهکده‌های موقت نیز در این نواحی نابود شدند. و تحقیقات جدید نشان می‌دهند که بخش عظیمی از جمعیت ساحلی بریتانیا در دوره میان‌سنگی به‌طور کامل از بین رفتند.
تحقیقات چند وجهی نشان می‌دهد که سونامی فقط یک موج تنها نبوده، بلکه چنان‌که با بررسی بستر جنوبی دریای شما دریافت شده، از سه طغیان پشت سر هم، احتمالاً با فاصله فقط چند ساعت از یکدیگر، تشکیل شده‌است.
سونامی توانسته تا دور دست‌ها وارد سرزمین‌های بریتانیا شود و طبق شواهد زمین‌شناسی، حتی تا ۲۰ مایل در موازات رود فورت در مرکز اسکاتلند هم رسیده و درنوردیده و به خشکی نفوذ کرده‌است و امواجی به ارتفاع ۳۰ تا ۴۰ متر، یک‌چهارم بریتانیا را به‌طور کل زیر آب برد.
شواهدی قطعی از مناطق غربی سواحل دانمارک در همین دوره، از افزایش خشونتها و جنگ و کشتار پس از وقوع و پایان این سونامی خبر می‌دهند.